# Timothy Fuller

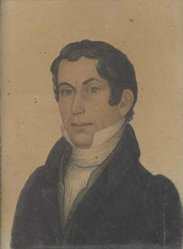
Timothy Fuller

Timothy Fuller (* 11. Juli 1778 in Chilmark, Dukes County, Massachusetts; † 1. Oktober 1835 in Groton, Massachusetts) war ein US-amerikanischer Politiker. Zwischen 1817 und 1825 vertrat er den Bundesstaat Massachusetts im US-Repräsentantenhaus.

## Werdegang
Timothy Fuller genoss eine gute Schulausbildung und studierte danach bis 1801 an der Harvard University. Anschließend war er für einige Zeit als Lehrer an der Leicester Academy tätig. Nach einem Jurastudium und seiner 1804 erfolgten Zulassung als Rechtsanwalt begann er in Boston in diesem Beruf zu arbeiten. Gleichzeitig schlug er als Mitglied der Demokratisch-Republikanischen Partei eine politische Laufbahn ein. Zwischen 1813 und 1817 saß er im Senat von Massachusetts.
Bei den Kongresswahlen des Jahres 1816 wurde Fuller im vierten Wahlbezirk von Massachusetts in das US-Repräsentantenhaus in Washington, D.C. gewählt, wo er am 4. März 1817 die Nachfolge von Asahel Stearns antrat. Nach drei Wiederwahlen konnte er bis zum 3. März 1825 vier Legislaturperioden im Kongress absolvieren. Von 1821 bis 1823 war er Vorsitzender des Ausschusses für Marineangelegenheiten. Fuller war ein Anhänger von Präsident John Quincy Adams. Zwischen 1825 und 1828 sowie nochmals im Jahr 1831 war er Abgeordneter im Repräsentantenhaus von Massachusetts. Timothy Fuller starb am 1. Oktober 1835 in Groton.
Timothy Fuller’s älteste Tochter war die Sozialreformerin und Schriftstellerin Margaret Fuller.